# صانعة عديمة اللون

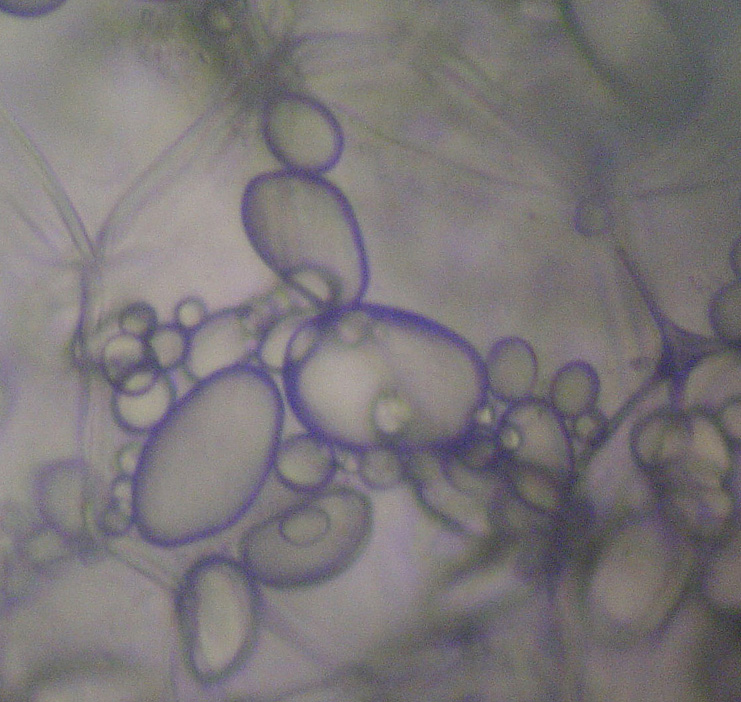
صانعات عديمة اللون تخزن النشا في البطاطا.

الصانعات عديمة اللون أو الصانعات البيضاء أو الجُبيلات البيضاء (بالإنجليزية: Leucoplast)‏ هي نوع من الصانعات الخلوية التي توجد عادة في كل أجزاء النبات البعيدة عن ضوء الشمس (كالجذور والدرنات والبذور). وظيفتها التخزين فقد تخزن النشا وتدعى صانعات النشا، أو تخزين الزيت وتدعى صانعات زيتية (Elaioplasts). توجد الصانعات النشوية في البطاطا. أما الصانعات الزيتية فتوجد في الحزازيات.

الأنواع المختلفة للصانعات.